# Спенсер (семья)

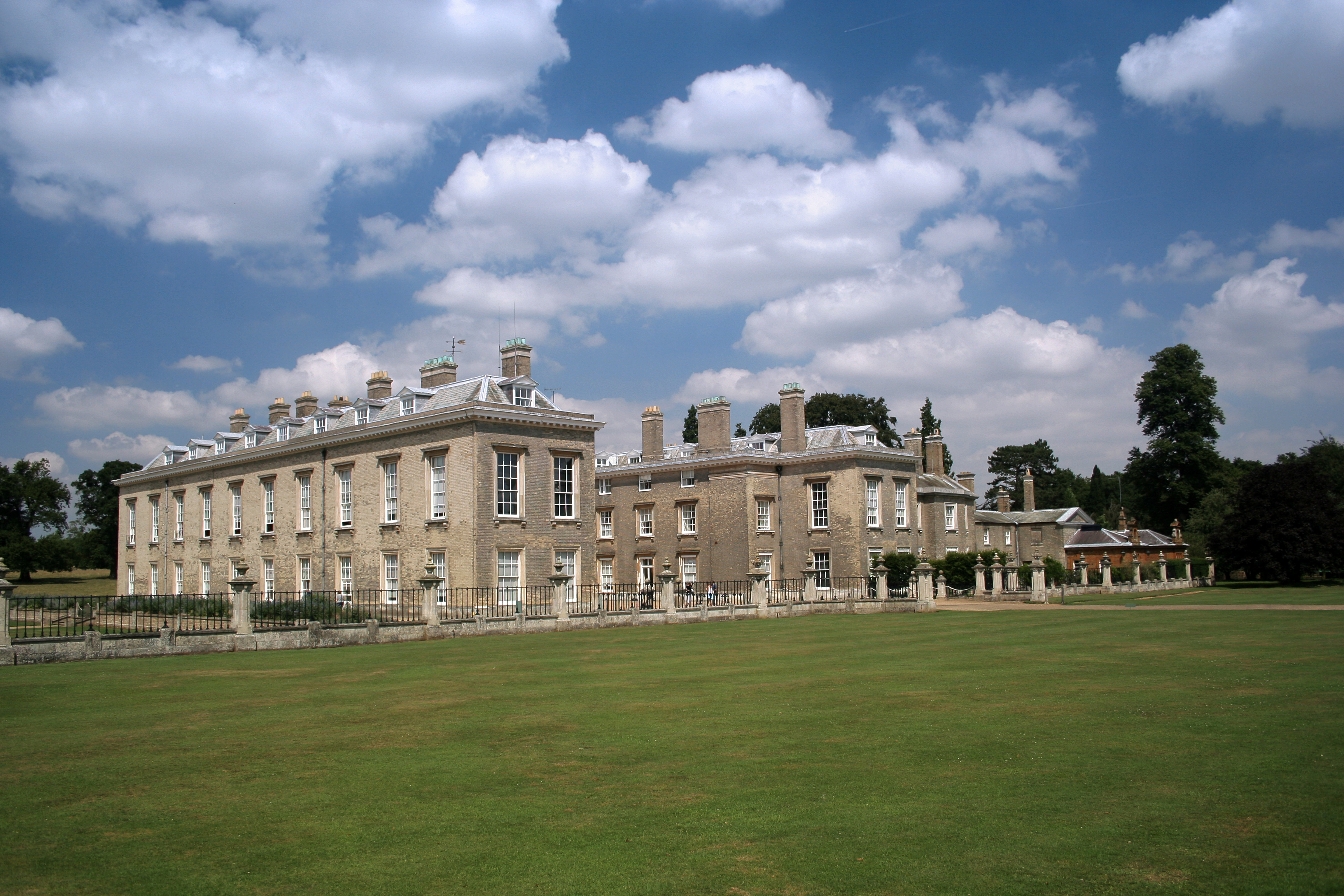
Элторп, фамильное поместье рода Спенсеров в течение 500 лет

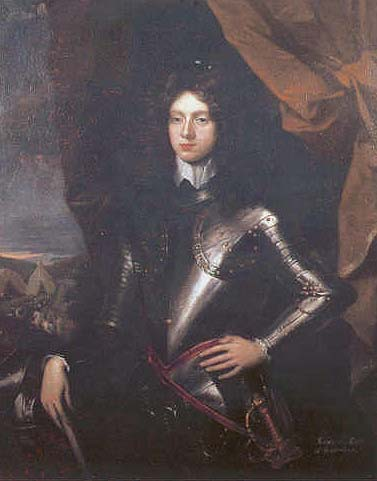
Генри Спенсер, 1-й граф Сандерленд

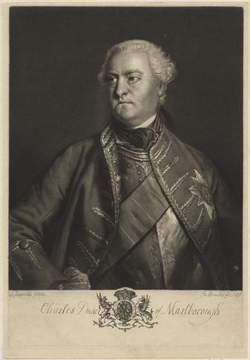
Чарльз Спенсер, 3-й герцог Мальборо и 4-й граф Сандерленд

Герб сэра Уинстона Спенсера-Черчилля

Спенсеры (англ. Spencer family) — один из крупнейших британских аристократических родов. Вначале ряд представителей Спенсеров были рыцарями, баронетами и пэрами, позднее Спенсеры носили титулы графов Сандерленд и Спенсер, герцогов Мальборо и виконтов Черчиллей. В XX веке самыми видными представителями рода были сэр Уинстон Спенсер-Черчилль, премьер-министр Великобритании, и Диана Спенсер, принцесса Уэльская.

## История

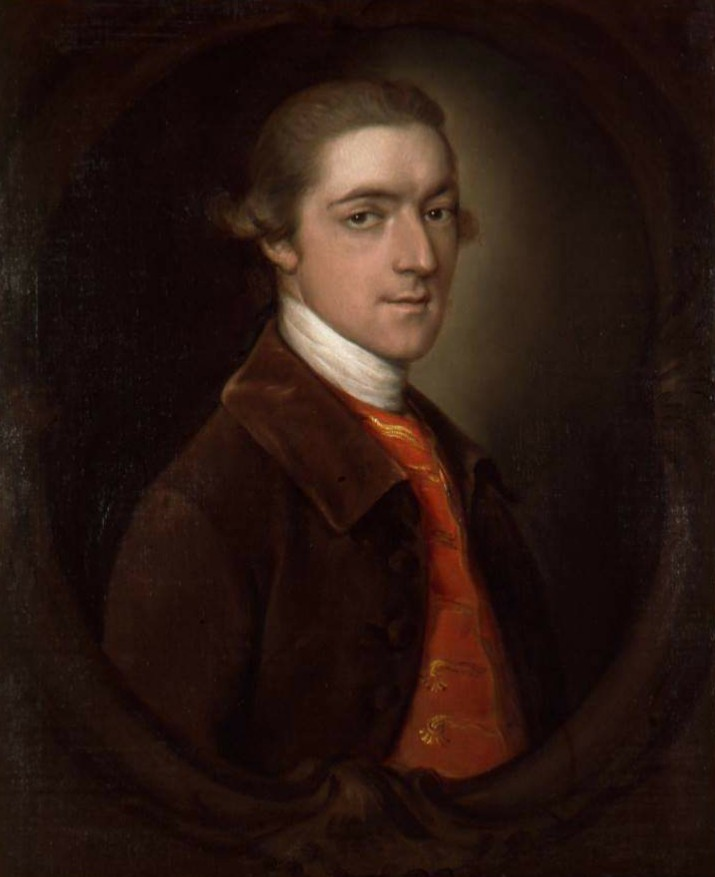
Джон Спенсер, 1-й граф Спенсер, автор — Томас Гейнсборо

Род Спенсеров ведёт свою родословную по мужской линии от Генри Спенсера (ум. ок. 1478), который утверждал, что он является потомком ветви старинного дома Ле Диспенсер. В 1504 году Спенсеры получили родовой герб.
Близкий родственник Генри Спенсера, Джон Спенсер, стал ленником (феодалом) из поместья Уормлитон в графстве Уорикшир в 1469 году и арендатором поместья Элторп в Нортгемптоншире в 1486 году. Его племянник, сэр Джон Спенсер (1455—1522), вначале зарабатывал на жизнь торговлей скотом и другими товарами, затем накопил достаточно денег и приобрел земли Уормлитона и Элторпа. Уормлитон был куплен им в 1506 году, усадьба была закончена в 1512 году. В 1508 году Джон Спенсер также приобрёл имение Элторп с окрестными землями. В 1511 году он купил деревни Литтл Брингтон и Грейт Брингтон, а также приходскую церковь Святой Девы Марии у Томаса Грея, 2-го маркиза Дорсета. В 1519 году король Англии Генрих VIII Тюдор пожаловал Джона Спенсера в рыцари, а через три года он скончался и был похоронен в новой родовой часовне в Грейт-Брингтон.
Сэр Джон Спенсер (1524—1586), сын Уильяма Спенсера (ок. 1496—1532), шерифа Нортгемптоншира (1531—1532), и внук вышеупомянутого Джона Спенсера, также был шерифом графства Нортгемптоншир (1551—1552, 1558—1559, 1571—1572 и 1583—1584).
В конце XVI века сэр Роберт Спенсер (1570—1627), сын Джона Спенсера (1549—1600) и внук Джона Спенсера (1524—1586), представлял Бракли в Палате общин Англии. В 1601 году он был посвящён в рыцари Ордена подвязки, а в 1603 году для него был создан титул барона Спенсера из Уормлитона (пэрство Англии). В правление короля Якова I Стюарта барон Роберт Спенсер был самым богатым человеком в Англии.
В 1627 году ему наследовал сын Уильям Спенсер, 2-й барон Спенсер (1591—1636), который раньше заседал в Палате общин от Нортгемптоншира. Два его сына получили дополнительные пэрские титулы: старший сын, Генри (1620—1643), ставший в 1636 году 3-м бароном Спенсером, в 1643 году получил титул графа Сандерленда. Младший сын, Роберт (1629—1694), заседал в Палате общин Англии с 1660 по 1679 год, в 1685 году стал 1-м виконтом Тевиотом и пэром Шотландии.

## Спенсеры, затем Спенсеры-Черчилли

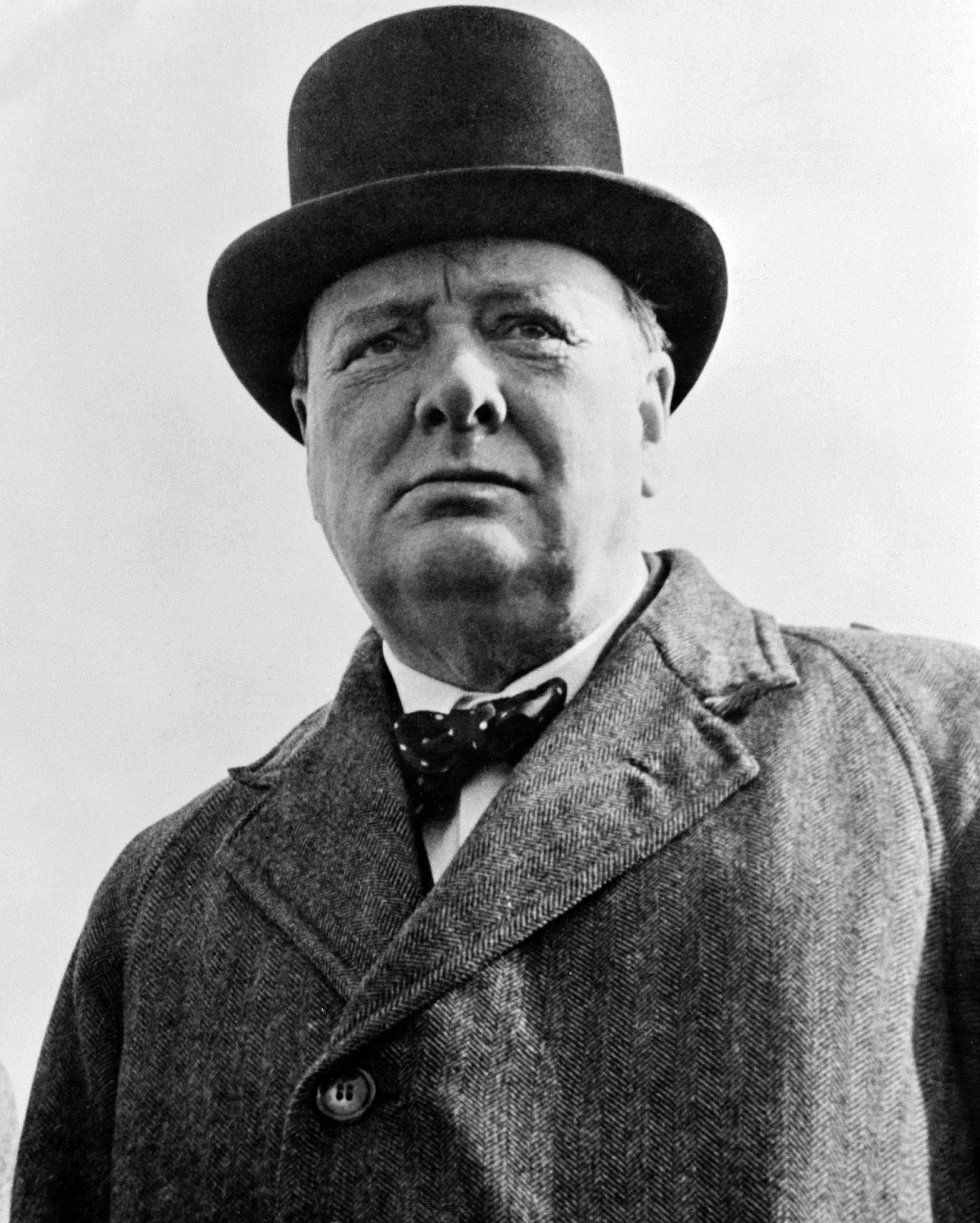
Сэр Уинстон Спенсер-Черчилль (1874—1965), премьер-министр Великобритании (1940—1945, 1951—1955), внук Джона Спенсера-Черчилля, 7-го герцога Мальборо

Роберт Спенсер, 2-й граф Сандерленд (1641—1702) занимал пост лорда-председателя Совета (1685—1688) и был рыцарем Ордена подвязки. Его сын Чарльз, 3-й граф Сандерленд (1674—1722), являлся лордом-лейтенантом Ирландии, лордом-хранителем Малой печати, государственным секретарем Северного и Южного департаментов, лордом-председателем Совета, первым лордом казначейства и рыцарем Ордена подвязки. Его второй женой стала леди Энн Черчилль (1683—1716), вторая дочь крупного британского военачальника Джона Черчилля, 1-го герцога Мальборо. В 1722 году после смерти Джона Черчилля герцогский титул перешёл к его старшей дочери Генриетте (1681—1733), а после её смерти — к Чарльзу Спенсеру, второму сыну Энн Черчилль. После смерти своего старшего брата Роберта Спенсера в 1729 году Чарльз Спенсер унаследовал титулы 4-го графа Сандерленда и барона Спенсера из Уормлитона, а также родовые поместья Спенсеров. В 1733 году Чарльз Спенсер стал 3-м герцогом Мальборо и рыцарем Ордена подвязки. Его младший брат Джон Спенсер (1708—1746) получил во владение поместья Спенсеров в Бедфордшире, Нортгемптоншире (в том числе Элторп) и Уорикшире.
В 1815 году для Фрэнсиса Спенсера, младшего сына Джорджа Спенсера, 4-го герцога Мальборо, был создан титул барона Черчилля из Вичвуда (графство Оксфордшир) в пэрстве Соединённого королевства. В 1902 году его внук, Виктор Спенсер, 3-й барон Черчилль, получил титул виконта Черчилля из Роллстона в графстве Лестершир (пэрство Соединённого королевства).
В 1817 году Джордж Спенсер, 5-й герцог Мальборо (1766—1840), получил королевское разрешение взять вторую фамилию «Черчилль» в дополнение к его собственной фамилии Спенсер, чтобы увековечить имя своего славного прапрадеда. Джон Уинстон Спенсер-Черчилль, 7-й герцог Мальборо (1822—1883) был дедом по отцовской линии сэра Уинстона Черчилля (1874—1965), премьер-министра Великобритании. Клементина Черчилль (1885—1977), вдова Уинстона Черчилля, в 1965 году получила титул баронессы Спенсер-Черчилль.
Фамильной резиденцией герцогов Мальборо является Бленхеймский дворец в Вудстоке (графство Оксфордшир). Многие Спенсеры-Черчилли похоронены на кладбище церкви Святого Мартина в Блейдоне, недалеко от Вудстока, только герцоги и герцогини Мальборо покоятся в часовне Бленхеймского дворца.

## Спенсеры из Элторпа
В 1761 году Джон Спенсер (1734—1783), внук 3-го графа Сандерленда, получил от короля Георга III титул барона Спенсера из Элторпа и виконта Спенсера (пэрство Великобритании). В 1765 году он получил дополнительные титулы виконта Спенсера из Элторпа и графа Спенсера (пэрство Великобритании). В 1755 году он тайно женился на Маргарет Пойнтц (1737—1814), от брака с которой у него было пятеро детей. Среди них был Джордж Спенсер, 2-й граф Спенсер, ставший канцлером казначейства в правительствах лорда Грея и лорда Мельбурна (1830—1834).
Джордж Спенсер (1799—1864), младший сын 2-го графа, перешёл из англиканства в римско-католическую веру, стал священником и принял имя «Отец Игнатий Сент-Паул». Он работал в качестве миссионера и являлся кандидатом на беатификацию. Его старший брат, Фредерик Спенсер, 4-й граф Спенсер, был флотоводцем, придворным и политиком-вигом. Вначале он служил в королевском флоте, участвовал в войнах против Наполеоновской Франции и Греческой войны за независимость. Дослужился до чина вице-адмирала и стал рыцарем Ордена подвязки в 1849 году. Его сын, Джон Спенсер, 5-й граф Спенсер (1835—1910), известный как «Рыжий граф», поскольку его отличительной чертой были длинная рыжая борода, был близким другом премьер-министра Уильяма Гладстона. Он дважды занимал пост лорда-лейтенанта Ирландии (1868—1874, 1882—1885), был лордом-председателем Совета (1880—1883, 1886) и первым лордом Адмиралтейства (1892—1895). В 1864 году он стал рыцарем Ордена подвязки.
В 1910 году ему наследовал сводный брат, Чарльз Спенсер, 6-й граф Спенсер (1857—1922), который в 1905 году получил титул виконта Элторпа из Грейт-Брингтона в графстве Нортгемптоншир, став пэром Соединённого королевства. В 1905—1912 годах он занимал должность лорда-камергера. В 1913 году был награждён Орденом подвязки. В 1922 году ему наследовал сын, Альберт Спенсер, 7-й граф Спенсер. В 1975 году его сменил сын, Джон Спенсер, 8-й граф Спенсер. Он женился в 1954 году на Фрэнсис Рут Рош (1936—2004). Среди их детей была Диана Спенсер (1961—1997), которая в 1981 году вышла замуж за принца Чарльза Уэльского.
Фамильной резиденцией графов Спенсер было имение Элторп в Нортгемптоншире. Их традиционное место захоронения — приходская церковь Святой Девы Марии в Грейт Брингтоне.

## Рыцари Спенсеры
- Сэр Джон Спенсер из Сниттерфилда и Уормлитона (1447—1522), был женат на Изабелле, дочери сэра Уолтера Граунта из Сниттерфилда;
- Сэр Уильям Спенсер из Уормлитона и Элторпа (1483—1532), был женат на Сьюзен, дочери сэра Ричарда Найтли из Фавсли;
- Сэр Джон Спенсер из Уормлитона и Элторпа (1524—1586), был женат на Кэтрин, дочери сэра Томаса Китсона;
- Сэр Джон Спенсер (1546—1600), был женат на Марии, дочери сэра Роберта Катлина;
- Сэр Роберт Спенсер (1570—1627), стал 1-м бароном Спенсером.

## Баронеты Спенсер
Угасшие ветви рода Спенсеров, которые произошли от двух младших сыновей сэра Джона Спенсера (1524—1586) и его жены Кэтрин Китсон:
- Их третий сын Уильям Спенсер был землевладельцем в Ярнтоне (графство Оксфордшир), его сын Томас Спенсер получил титул баронета из Ярнтона в 1611 году;
- Их четвёртый сын Ричард Спенсер был послом короля Англии Якова I Стюарта в Голландской республике, его сын, Джон Спенсер, был землевладельцем в Грейт Оффли[англ.] (графство Хартфордшир) и для него был создан титул баронета из Оффли в 1627 году.

## Бароны Спенсер
- Роберт Спенсер, 1-й барон Спенсер (1570—1627), женился на Маргарет, дочери сэра Фрэнсиса Уиллоуби (1547—1596);
- Уильям Спенсер, 2-й барон Спенсер (1591—1636), женился на Пенелопе, дочери Генри Ризли, 3-го графа Саутгемптона;
- Генри Спенсер, 3-й барон Спенсер (1620—1643), роялист во время Английской Гражданской войны, получил титул 1-го графа Сандерленда.

## Графы Сандерленд
- Генри Спенсер, 1-й граф Сандерленд (1620—1643), роялист во время Английской Гражданской войны;
- Роберт Спенсер, 2-й граф Сандерленд (1640—1702), политик;
- Чарльз Спенсер, 3-й граф Сандерленд (1675—1722), политик;
- Роберт Спенсер, 4-й граф Сандерленд[англ.] (1701—1729);
- Чарльз Спенсер, 5-й граф Сандерленд (1706—1758), преемник своей тётки Генриетты Годольфин по материнской линии в качестве 3-го герцога Мальборо.

## Герцоги Мальборо

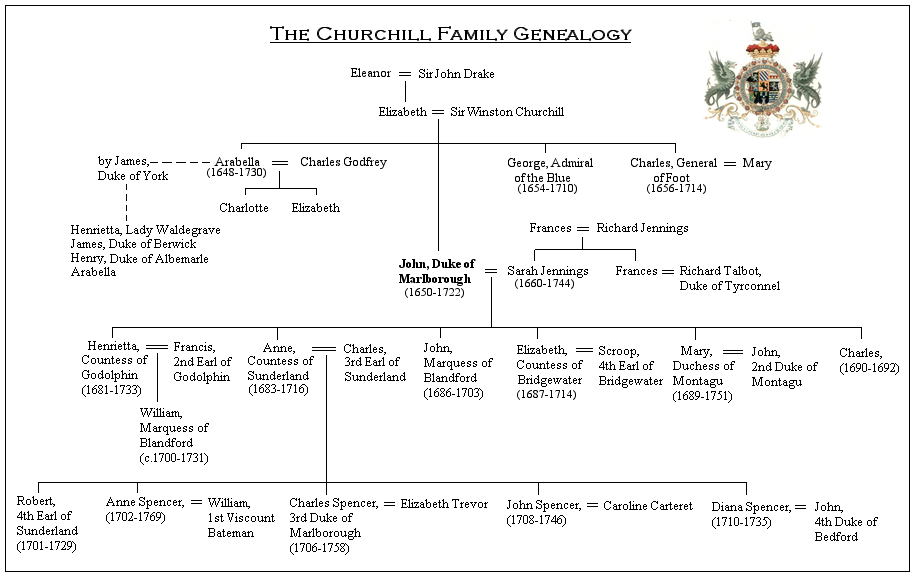
Генеалогия герцогов Мальборо

- Чарльз Спенсер, 5-й граф Сандерленд, 3-й герцог Мальборо (1706—1758), полководец и политический деятель;
- Джордж Спенсер, 4-й герцог Мальборо (1739—1817), политик;
- Джордж Спенсер-Черчилль, 5-й герцог Мальборо (1766—1840), старший сын 4-го герцога, сменил свою фамилию со «Спенсер» на «Спенсер-Черчилль»;
- Джордж Спенсер-Черчилль, 6-й герцог Мальборо (1793—1857), старший сын 5-го герцога;
- Джон Уинстон Спенсер-Черчилль, 7-й герцог Мальборо (1822—1883), старший сын 6-го герцога (дед по отцовской линии сэра Уинстона Черчилля);
- Джордж Чарльз Спенсер-Черчилль, 8-й герцог Мальборо (1844—1892);
- Чарльз Ричард Джон Спенсер-Черчилль, 9-м герцогом Мальборо (1871—1934), единственный сын 8-го герцога;
- Джон Альберт Уильям Спенсер-Черчилль, 10-й герцог Мальборо (1897—1972), старший сын 9-го герцога;
- Джон Джордж Вандербильт Генри Спенсер-Черчилль, 11-й герцог Мальборо (1926—2014), старший сын 10-го герцога;
- Чарльз Джеймс Спенсер-Черчилль, 12-й герцог Мальборо (род. 1955), старший сын 11-го герцога.

## Бароны и виконты Черчилль
Эта ветвь семьи происходит от Фрэнсиса Спенсера, младшего сына 4-го герцога Мальборо. В 1902 году, его внук, 3-й барон, получил титул виконта Черчилля. Обладателями этих титулов являлись:
- Фрэнсис Спенсер, 1-й барон Черчилль[англ.] (1779—1845)
- Спенсер, Виктор, 1-й виконт Черчилль[англ.] (1864—1934)

## Графы Спенсер

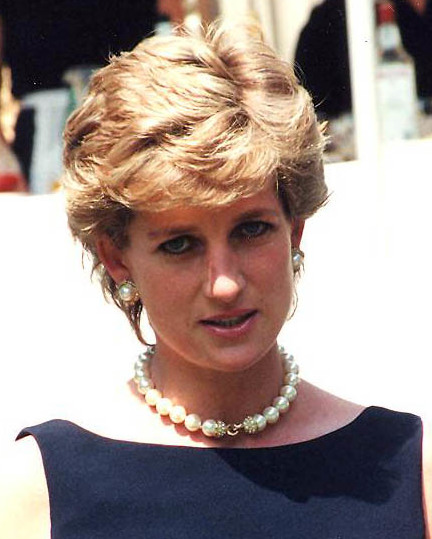
Диана, принцесса Уэльская (1961—1997), дочь Джона Спенсера, 8-го графа Спенсера

- Джон Спенсер, 1-й граф Спенсер (1734—1783), внук 3-го графа Сандерленда;
- Джордж Джон Спенсер, 2-й граф Спенсер (1758—1834), политик;
- Джон Чарльз Спенсер, 3-й граф Спенсер (1782—1845), более известный как лорд Элторп, политик;
- Фредерик Спенсер, 4-й граф Спенсер (1798—1857);
- Джон Пойнтц Спенсер, 5-й граф Спенсер (1835—1910), политик;
- Чарльз Роберт Спенсер, 6-й граф Спенсер (1857—1922);
- Альберт Эдвард Джон Спенсер, 7-й граф Спенсер (1892—1975);
- Эдвард Джон Спенсер, 8-й граф Спенсер (1924—1992), отец Дианы, принцессы Уэльской;
- Чарльз Эдвард Морис Спенсер, 9-й граф Спенсер (род. 1964), младший брат Дианы, принцессы Уэльской.

## Заметные браки
- Джейн Спенсер, дочь сэра Уильяма Спенсера из Уормлитона и Элторпа (1483—1558), стала женой сэра Ричарда Бриджеса[англ.] (1500—1558);
- Элис Спенсер[англ.] (1559—1637), дочь сэра Джона Спенсера (1524—1586), замужем за Фердинандо Стэнли, 5-м графом Дерби (1559—1594). Их старшая дочь Анна Стэнли (1580—1647) была вероятной наследницей английского трона после смерти Елизаветы I Тюдор;
- Леди Джорджиана Спенсер (1757—1806), дочь 1-го графа Спенсера, муж — Уильям Кавендиш, 5-й герцог Девонширский;
- Леди Диана Спенсер, дочь 3-го графа Сандерленд, в 1731 году вышла замуж за Джона Рассела, 4-го герцога Бедфорда;
- Леди Диана Спенсер, дочь 8-го графа Спенсера, в 1981 году вышла замуж за Чарльза Виндзора, принца Уэльского, и родила ему двух сыновей. Её старший сын принц Уильям, принц Уэльский, 29 апреля 2011 года женился на Кэтрин Миддлтон. Её младший сын принц Гарри, герцог Сассекский, 19 мая 2018 года женился на Меган Маркл;
- Кларисса Спенсер-Черчилль[англ.], дочь Джека Спенсера-Черчилля (младший брат сэра Уинстона Черчилля), стала женой сэра Энтони Идена, премьер-министра Соединённого королевства;
- Сэр Уинстон Черчилль (1874—1965), премьер-министр Великобритании, внук 7-го герцога Мальборо, женился на Клементине Хозьер (1885—1977), которая в 1955 году получила титул баронессы Спенсер-Черчилль;
- Чарльз Спенсер-Черчилль, 9-й герцог Мальборо, женился на Консуэло Вандербильт, представительнице семьи американских миллионеров Вандербильтов;
- Джон Спенсер-Черчилль, 11-й герцог Мальборо, женился в 1972 году на графине Росите Дуглас[англ.], дочери шведского дворянина и дипломата графа Карла Дугласа. Они развелись в 2008 году;
- Мэри Спенсер-Черчилль, дочь сэра Уинстона Черчилля, жена Кристофера Соумса, барона Соумса, стала леди Ордена подвязки в 2005 году;
- Альберт Спенсер, 7-й граф Спенсер в 1919 году женился на леди Синтии Гамильтон[англ.], дочери 3-го герцога Аберкорна;
- Джон Спенсер, 8-й граф Спенсер в 1954 году женился на Фрэнсис Рут Рош, дочери 4-го барона Фермоя;
- Чарльз Спенсер, 9-й граф Спенсер в 2011 году женился третьим браком на Карен Гордон[англ.] (род. 1973), бывшей модели и филантропе.

## Другие известные члены семьи
- Лорд Чарльз Спенсер[англ.] (1740—1820), второй сын 3-го герцога Мальборо, генеральный почтмейстер Великобритании с 1801 по 1806 год и мастер монетного двора в 1806 году;
- Уильям Спенсер[англ.] (1769—1834), младший сын лорда Чарльза Спенсера, английский поэт;
- Обри Спенсер[англ.] (1795—1872), сын поэта Уильяма Спенсера, стал первым епископом Ньюфаундленда в 1839 году, позднее — епископ Ямайки;
- Джордж Спенсер[англ.] (1799—1866), сын поэта Уильяма Спенсера, стал епископом Мадраса в 1837 году;
- Джордж Спенсер[англ.] (1799—1864), сын 2-го графа Спенсера. Первый англиканский священник, перешедший в католицизм, работал в качестве миссионера и являлся кандидатом на беатификацию;
- Генерал сэр Огастес Алмерик Спенсер[англ.] (1807—1893), третий сын Фрэнсиса Алмерика Спенсера, 1-го барона Черчилля (1779—1845);
- Лорд Рэндольф Спенсер-Черчилль, известный как лорд Рэндольф Черчилль (1849—1895), сын 7-го герцога Мальборо, канцлер казначейства и лидер Палаты общин, отец сэра Уинстона Черчилля;
- Преподобный Генри Спенсер Стивенсон[англ.] (1871—1957), капеллан короля Георга VI и королевы Елизаветы II;
- Рэндольф Спенсер-Черчилль, известный как Рэндольф Черчилль (1911—1968), единственный сын сэра Уинстона Черчилля.

## Рыцари Ордена подвязки
Многие члены рода Спенсер также были рыцарями или дамами Ордена подвязки. Ниже приведен список всех Спенсеров, членов Ордена подвязки, а также год их инвеституры.
- 1601 — Роберт Спенсер, 1-й барон Спенсер;
- 1687 — Роберт Спенсер, 2-й граф Сандерленд;
- 1719 — Чарльз Спенсер, 3-й граф Сандерленд;
- 1741 — Чарльз Спенсер, 3-й герцог Мальборо;
- 1768 — Джордж Спенсер, 4-й герцог Мальборо;
- 1799 — Джордж Спенсер, 2-й граф Спенсер;
- 1849 — Фредерик Спенсер, 4-й граф Спенсер;
- 1865 — Джон Спенсер, 5-й граф Спенсер;
- 1868 — Джон Спенсер-Черчилль, 7-й герцог Мальборо;
- 1902 — Чарльз Спенсер-Черчилль, 9-й герцог Мальборо;
- 1913 — Чарльз Спенсер, 6-й граф Спенсер;
- 1953 — сэр Уинстон Черчилль;
- 2005 — Мэри, баронесса Соумс, урождённая Спенсер-Черчилль.